# Zingara addormentata
La Zingara addormentata è un dipinto a olio su tela, realizzato nel 1897 da Henri Rousseau. Il dipinto è oggi esposto a New York al Museum of Modern Art; è considerato uno dei dipinti più significativi del suo autore è anche un esempio della suggestione mistica che circonda la figura della zingara.

## Storia del dipinto
Per realizzare il dipinto Rousseau trovò ispirazione nello zoo e nel Giardino botanico di Parigi dove si recava per studiare dal vivo piante e animali.
Rousseau era inoltre affascinato dagli zingari erranti, conosciuti in Francia come bohèmiens e che nel diciannovesimo secolo venivano esiliati ai margini della società. Gli scrittori e gli artisti francesi associavano storicamente quelle figure a persone provenienti dall'Egitto e dalla Boemia e proprio per questo Rousseau rappresentò la figura di una donna dalla pelle scura che dormiva tranquillamente in un paesaggio arido nonostante la presenza di un leone.
Rousseau espose il dipinto al Salon des Indèpendants del 1897 insieme ad altre sue opere. Nel 1898 mandò una lettera al sindaco della sua città natale, Laval, per convincerlo ad acquistare il dipinto, di cui descriveva il soggetto in questo modo:
Rousseau chiedeva poche centinaia di franchi ma il quadro venne rifiutato perché considerato troppo infantile.

## Descrizione
In primo piano viene raffigurata la figura di una zingara dalla pelle scurissima, vestita con un abito lungo e colorato, che dorme serena in una terra desertica impugnando un bastone. Accanto a lei si trovano il suo strumento musicale, il mandolino, e un vaso di terracotta, mentre dietro la sua figura si scorge un leone che sembra stia vegliando su di lei. La scena è immersa nella luce misteriosa di una luna piena.
L'ambientazione è surreale; il leone non aggredisce la zingara e il chiaro della luna rende il contesto magico e onirico. Sullo sfondo si trovano un deserto completamente arido e un cielo blu intenso. La luce della luna illumina la criniera del leone e mette in risalto anche il vestito colorato della zingara che dorme tranquilla.
La dimensione surreale è accentuata dall'assenza di ombre e di decise fonti luminose, dai colori nitidi stesi uniformemente sul piano, dai contorni delineati con esattezza, dal cielo notturno dai colori brillanti. Le forme sono bloccate dentro un paesaggio immobile e sono associate senza una relazione logica: l'immagine è di difficile interpretazione. Il tono che assume è irreale per via dell'assenza di valori volumetrici e spaziali e le sue figure così estraniate dalle coordinate spazio-temporali assumono una sorta di alone mitico.
La firma dell'autore si trova in basso a destra del dipinto.

## Interpretazione
È un'opera difficile da interpretare specialmente per l'associazione tra il leone e la zingara. Ci sono varie interpretazioni: per alcuni la zingara riesce ad ammaliare il leone con i suoi poteri magici; per altri invece la zingara rappresenta l'artista. Secondo un'interpretazione di Bruno Morelli l'opera vuole esprimere un simbolismo naturalistico basato sull'opposizione tra natura e cultura.